# Beata Przybytek
Beata Przybytek (ur. 26 stycznia 1979 w Bielsku-Białej) – polska wokalistka jazzowa, pianistka, kompozytorka.
Ukończyła Państwowe Liceum Muzyczne w Bielsku-Białej w klasie fortepianu. Później kontynuowała naukę w Akademii Muzycznej w Katowicach i ukończyła ją w 2004 z wyróżnieniem wokalistykę na Wydziale Jazzu i Muzyki Rozrywkowej. Laureatka nagrody muzycznej Programu III Polskiego Radia im. Mateusza Święcickiego „Mateusz Trójki 2013” za płytę „I’m Gonna Rock You” w kategorii Jazz – Wydarzenie. Uhonorowana nagrodą Prezydenta Miasta Bielska-Białej Ikar 2013. Stypendystka Ministra Kultury i Dziedzictwa Narodowego oraz Marszałka Województwa Śląskiego w dziedzinie kultury i sztuki.
Współpracowała z najwybitniejszymi przedstawicielami polskiego jazzu, takimi jak m.in. Jan Ptaszyn Wróblewski, Janusz Muniak, Jarosław Śmietana, Piotr Wojtasik, Bernard Maseli, Wojciech Karolak czy Jazz Band Ball Orchestra. W latach 2009–2010 brała udział w projekcie Fundacji Kalinowe Serce – „Śpiewając Jazz” u boku Marianny Wróblewskiej i Macieja Zakościelnego.
Wydała sześć solowych albumów studyjnych: You Don’t Know What Love Is (2003), The Island (2004), Wonderland (2006), I’m Gonna Rock You (2012), Czemuż się dzisiaj weselić nie mamy (2013) i Today Girls Don’t Cry (2017).
Koncertuje zarówno w kraju, jak i poza jego granicami. Wystąpiła na festiwalach, takich jak m.in.: Jazz Jamboree, Bielska Zadymka Jazzowa, Międzynarodowe Głogowskie Spotkania Jazzowe, Pomorska Jesień Jazzowa, Easy Jazz Festival, Jazzonalia w Koninie, Jazz w Ruinach w Gliwicach, a także na m.in. Jazz En Nord Jazz Festival w Lille (Francja), Sibiu Jazz Festival, Ploiesti Hot Jazz Summit (Rumunia) czy International Jazz Piestany (Słowacja).

## Dyskografia

### Albumy
- 2003 You Don’t Know What Love Is
- 2004 The Island (Polskie Radio Katowice S.A.)
- 2005 Wonderland (Not Two Records). Gościnnie wystąpili: Jarek Śmietana, Janusz Muniak, Jacek Królik oraz Sławomir Berny.
- 2012 I’m Gonna Rock You (FLID). Gościnnie wystąpili: Marcin Wyrostek, Piotr Wojtasik, Bernard Maseli. Album nagrodzony Mateuszem Trójki 2013 w kategorii muzyka jazzowa – wydarzenie
- 2013 Czemuż się dzisiaj weselić nie mamy (FLID)
- 2017 Today Girls Don’t Cry (FLID)

### Kompilacje
- 2013 Bossa So Nice! (Magic Records, Universal)